# Mijares
Mijares és un municipi de la província d'Àvila, a la comunitat autònoma de Castella i Lleó. El 2020 tenia 694 habitants.